# Work Service-Vitalcare-Dynatek
Work Service Dynatek Vega is een wielerploeg die een Italiaanse licentie heeft. De ploeg werd in 2020 opgericht en is een UCI continental team.

## Bekende renners
Jakob Dorigoni (2020-)
 Antonio Santoro (2020-)
 Paolo Totò (2020-)